# Marc-Antoine Gagnon
Marc-Antoine Gagnon (Montreal, 6 de marzo de 1991) es un deportista canadiense que compite en esquí acrobático, especialista en las pruebas de baches.
Ganó una medalla de bronce en el Campeonato Mundial de Esquí Acrobático de 2015. Participó en dos Juegos Olímpicos de Invierno, ocupando el cuarto lugar en Sochi 2014 y el cuarto en Pyeongchang 2018.

## Medallero internacional
| Campeonato Mundial | Campeonato Mundial    | Campeonato Mundial | Campeonato Mundial |
| Año                | Lugar                 | Medalla            | Competición        |
| ------------------ | --------------------- | ------------------ | ------------------ |
| 2015               | Kreischberg (Austria) | Medalla de bronce  | Baches en paralelo |